# Goetheplatz (metropolitana di Monaco di Baviera)
La Goetheplatz è una stazione della metropolitana di Monaco di Baviera, situata sulle linee U3 e U6. La stazione fu inaugurata il 19 ottobre 1971, ma originariamente fu costruita tra il 1938 e il 1941 come parte della linea ferroviaria "Nord-Sud" di Monaco, poi abbandonata a causa della guerra. La banchina misura circa 135 m ed è più lunga delle altre stazioni metropolitane (di solito circa 120 m). Alla sua inaugurazione era il capolinea della U6.